# Phorbia acklandi
Phorbia acklandi är en tvåvingeart som beskrevs av Willi Hennig 1969. Phorbia acklandi ingår i släktet Phorbia och familjen blomsterflugor. Inga underarter finns listade i Catalogue of Life.